# تاريخ الحزب الديمقراطي للولايات المتحدة
الحزب الديمقراطي (بالإنجليزية: Democratic Party)‏ هو أقدم حزب سياسي قائم على نظام الاقتراع في العالم، وأقدم حزب سياسي موجود في الولايات المتحدة. يعود تأسيسه إلى مناهضي الفيدرالية وحزب الديمقراطية الجيفرسونية في التسعينيات من القرن 17. دعا الحزب الديمقراطي الأول، المعروف باسم حزب «الرجل العادي»، إلى مناصرة الحقوق الفردية وسيادة الدولة، ومعارضة سياسة البنوك ونظام الرق. أثناء نشوء الحزب الثاني (من عام 1832 إلى منتصف عام 1850) تحت حكم كل من الرؤساء أندرو جاكسون ومارتن فان بيورين وجيمس نوكس بوك، عارض الديمقراطيون حزب اليمين بهوامش ضيقة.
في الفترة ما بين عام 1860 إلى عام 1932، بدايًة من الحرب الأهلية الأميركية إلى أزمة الكساد الكبير، كان الحزب الجمهوري المُعارض، الذي نُظِّم في منتصف الخمسينيات من تحت أنقاض حزب اليمين وبعض الجماعات الأصغر منه، مُهيمناً على السياسة الرئاسية. إذ لم ينتخب الديمقراطيون سوى رئيسين طوال هذه الفترة، هما: جروفر كليفلاند (في عامي 1884 و1892) ووودرو ويلسون (في عامي 1912 و1916). على مدى تلك الفترة ذاتها، أثبت الديمقراطيون أنهم أكثر قدرة على المنافسة مع الجمهوريين في السياسة البرلمانية، إذ يتمتعون بأغلبية من أعضاء مجلس النواب (مثلما كان الأمر في الكونغرس الخامس والستين) بخمسة عشر من أصل 36 مؤتمر مُنتخب، ولو أنهم خمسة أعضاء فقط، إلا أنهم يشكلون الأغلبية في مجلس الشيوخ الأمريكي. وعلاوًة على ذلك، انقسم الحزب الديمقراطي بين الديمقراطيين البوربون، الذين يمثلون مصالح تجارية شرقية؛ والعناصر الزراعية التي تضم المزارعين الفقراء في الجنوب والغرب. كان العنصر الزراعي، الذي سار خلف شعار قضية الفضة الحرة (أي لصالح التضخم الاقتصادي)، قد استولى على الحزب في عام 1896 ورشّح وليام جيننغز بريان للانتخابات الرئاسية في عام 1896 و1900 و1908، على الرغم من أنه هُزِمَ في كل مرة. كان كل من بريان وويلسون زعيمين للحركة التقدمية في الولايات المتحدة (1890 – 1920).
بدءًا من الرئيس الثاني والثلاثين، فرانكلين روزفلت عام 1932، خلال فترة الكساد الكبير، سيطر الحزب على نظام الحزب الخامس، مع سياساته الليبرالية التقدمية وبرامجه مع تحالف الصفقة الجديدة لمكافحة إغلاق البنوك والكساد الاقتصادي المستمر منذ انهيار وول ستريت الشهير في عام 1929 ثم الدخول في الأزمات التي أدّت نهايًة إلى الحرب العالمية الثانية. وفي النهاية، خسر الديمقراطيون والحزب الديمقراطي البيت الأبيض وسيطرتهم على الفرع التنفيذي للحكومة بعد وفاة روزفلت في إبريل عام 1945 بالقرب من نهاية الحرب، وبعد استمرار حكومة روزفلت الثالثة لنائب الرئيس هاري إس. ترومان، عضو مجلس الشيوخ السابق من ميسوري في فترة ما بعد الحرب (1945 – 1953) وانتخابات عامي 1944 و1948. لم يُنتخب رئيس جديد للحزب الجمهوري إلا في وقت لاحق من العقد التالي في أوائل الخمسينات وهو، حاكم ولاية إلينوي، أدلاي ستيفنسون الثاني (حفيد نائب الرئيس السابق الذي يحمل نفس الاسم في التسعينيات من القرن التاسع عشر)، ثم انتُخب بطل الحرب الذي يتمتع بشعبية كبيرة والذي تولّى منصب الجنرال في الحرب العالمية الثانية، الجنرال دوايت دي. أيزنهاور (في عام 1952 وعام 1956).
بوجود عائقين لفترة وجيزة منذ حقبة الكساد الكبير والحرب العالمية الثانية، سيطر الديمقراطيون بأغلبية ساحقة لأكثر من أربعة عقود على مجلس النواب في الفترة ما بين عام 1930 حتى عام 1994 وعلى مجلس الشيوخ لمعظم تلك الفترة نفسها، وانتُخب رئيس مجلس النواب ورؤساء اللجان إلى جانب مجلس الشيوخ من قادة الأغلبية في مجلس الشيوخ. كان من بين الزعماء الديمقراطيين التقدميين والليبراليين الرئيسين هاري ترومان من ميسوري (1945-1953) وليندون جونسون من تكساس (1963-1969)، على التوالي؛ والأشقاء السابقين لكينيدي، جون إف. كينيدي من ماساتشوستس (1961-1963)، والسيناتور روبرت إف. كينيدي من نيويورك والسيناتور تيد كينيدي من ماساتشوستس، الذين حملوا علم الليبرالية الأمريكية الحديثة. منذ الانتخابات الرئاسية عام 1976، فاز الديمقراطيون بخمسة من آخر 11 انتخابات رئاسية، وفي الانتخابات الرئاسية لعام 1976 (بانتخاب الرئيس جيمي كارتر من جورجيا، 1977-1981)، وانتخابات عامي 1992 و1996 (بانتخاب الرئيس بيل كلينتون من أركنساس، 1993-2001) وانتخابات عامي 2008 و2012 (بانتخاب الرئيس باراك أوباما من إلينوي، 2009–2017). فاز الديمقراطيون أيضًا بالتصويت الشعبي في عامي 2000 و2016، لكنهم خسروا الهيئة الانتخابية مع آل جور وهيلاري كلينتون، على التوالي. كانت انتخابات عامي 1876 و1888 انتخابين رئاسيين آخرين فاز فيهما الديمقراطيون بالأصوات الشعبية، لكنهم خسروا الهيئة الانتخابية (كان المرشحون الديمقراطيون هم صامويل تيلدن وجروفر كليفلاند). يجادل علماء الاجتماع ثيودور كابلو وآخرون، بأن «الحزب الديمقراطي، على الصعيد الوطني، انتقل من اليسار إلى الوسط في الأربعينات والخمسينات، ثم انتقل نحو الوسط اليميني في السبعينيات والثمانينيات».

## الجمعية أو المؤسسة: 1820 – 1828
نشأ الحزب الديمقراطي الحديث في أواخر عشرينيات القرن التاسع عشر من فصائل سابقة من الحزب الديمقراطي الجمهوري، والتي انهارت بشكل كبير بحلول عام 1824. أنشأ المؤسسة مارتن فان بورن، الذي جمع كادر من السياسيين من كلّ دولة تحت قيادة بطل الحرب أندرو جاكسون من تينيسي.

## السيطرة الجاكسونية: 1829-1840

### رئاسة أندرو جاكسون (1829-1837)
حركت الروح الديمقراطية  لدى جاكسون الحزب منذ أوائل ثلاثينيات القرن التاسع عشر وحتى خمسينياته، إذ شكلت نظام الحزب الثاني، وكان حزب اليمين معارضًا رئيسيًا. بعد اختفاء الفيدراليين بعد عام 1815 وحقبة المشاعر الحسنة (1816-1832)، حدثت فجوة أدت إلى ضعف في تنظيم الفصائل خاصة لغاية فترة 1828-1832، حين ظهر الحزب الديمقراطي الحديث بجانب منافسه، حزب اليمين. أصبح الحزب الديمقراطي الجديد ائتلافًا للمزارعين، وعمال المنازل في المدينة، والكاثوليك الأيرلنديين. عمل كلا الحزبين بجد من أجل إنشاء منضمات شعبية وزيادة نسبة الإقبال على التصويت إلى أقصى حد، إذ وصلت في كثير من الأحيان إلى ثمانين بالمئة أو تسعين بالمئة من الناخبين. استخدم كلا الحزبين المحسوبية على نطاق واسع من أجل تمويل عملياتهما، التي شملت الآليات السياسية الناشئة في المدن الكبيرة بالإضافة إلى الشبكة الوطنية للصحف.

خلف البرامج الحزبية، وخطب القبول للمرشحين، والافتتاحيات، والنشرات، والخطب الجذابة، كان هناك إجماع واسع النطاق على القيم السياسية بين الديمقراطيين. كما يوضح ماري بيث نورتون:
مثّل الديمقراطيون مجموعة واسعة من الآراء، لكنهم شاركوا في التزام أساسي بحسب مفهوم جيفرسون للمجتمع الزراعي. نظروا إلى الحكومة المركزية على أنها عدو للحرية الفردية. عززت «الصفقة الفاسدة» لعام 1824 شكوكهم في سياسة واشنطن. [...] خاف الجاكسونيون من تركيز القوة الاقتصادية والسياسية. اعتقدوا أن تدخل الحكومة في الاقتصاد ستستفاد منه مجاميع المصالح الخاصة وهذا من شأنه أن يخلق احتكار الشركات لصالح الأغنياء. سعى الديمقراطيون لاستعادة استقلال الفرد -الحِرفي والمزارع العادي- عن طريق إنهاء الدعم الفيدرالي للمصارف والشركات وتقييد استخدام العملة الورقية، التي لم يثقوا بها. كان تعريفهم للدور المناسب للحكومة مائلًا للسلبية، وتم التعبير عن القوة السياسية لجاكسون إلى حد كبير في أفعال سلبية. مارس جاكسون حق النقض (الفيتو) أكثر من جميع الرؤساء السابقين مجتمعين. وعارض هو وأنصاره أيضًا الإصلاح كحركة. كان الإصلاحيون حريصين على تحويل برامجهم إلى تشريعات في حين دعا جاكسون إلى حكومة أكثر نشاطًا. أما الديمقراطيون، فكانوا يميلون إلى معارضة البرامج مثل برنامجي الإصلاح التعليمي وإقامة نظام تعليمي عام... لم يشارك جاكسون الاهتمامات الإنسانية للمصلحين. ولم يكن متعاطفًا مع الهنود الأمريكيين، وشرع بإزالة قبائل الشيروكي وتهجيرهم على طول درب الدموع.
كان الحزب الديمقراطي الأضعفَ في نيو إنجلاند، ولكنه كان قويًا في أماكن أخرى وفاز بمعظم الانتخابات الوطنية بفضل قوته في نيويورك وبنسلفانيا وفرجينيا (تُعد هذه الولايات أكثر الولايات اكتظاظًا بالسكان في ذلك الوقت) وفي الحدود الأمريكية. عارض الديمقراطيون النخب والأرستقراطيين، وبنك الولايات المتحدة، وبرامج التحديث المزعجة التي من شأنها أن تبني الصناعة على حساب المزارع الصغير أو المستقل الصغير.

كان الحزب معروفًا بشعويته. حدد المؤرخ فرانك تاورز انقسامًا أيديولوجيًا مهمًا:
دافع الديمقراطيون عن «سيادة الشعب» التي عبروا عنها في المظاهرات الشعبية، والاتفاقات الدستورية، وحكم الأغلبية مبدأً عامًا للحكم، في حين دافع حزب اليمين عن سيادة القانون، والدساتير المكتوبة التي لم تتغير، وحماية مصالح الأقليات ضد طغيان الأغلبية.
كان الحزب الديمقراطي حزب «الرجل العادي»، وقد عارض إلغاء العبودية.
منذ عام 1828 وحتى عام 1848، كانت البنوك والتعريفات الجمركية هي القضايا السياسية المحلية والمركزية. فضل الديمقراطيون بشدة التوسع إلى أراضٍ زراعية جديدة -في حين عارضه الحزب الحر-، ويظهر هذا في طرد الديمقراطيين هنودَ أمريكا الشرقية واستحواذهم على مساحات شاسعة من الأراضي الجديدة في الغرب بعد عام 1846. فضل الحزب الحرب مع المكسيك وعارض نزعة العداء ضد المهاجرين. في ثلاثينيات القرن التاسع عشر، كان فصيل اللوكوفوكوس في مدينة نيويورك ذا نزعة ديمقراطية جذرية، وضد الاحتكار، ومؤيدًا للأموال الصعبة والتجارة الحرة. كان رئيس المتحدثين فيه وليام ليغيت. في هذا الوقت، كان عدد النقابات العمالية قليلًا جدًا وكان بعضها ينتسب إلى الحزب بحرية تامة.

## رئاسات وليام هنري هاريسون وجون تايلر (1841 – 1845)
أدّى الذعر في عام 1837 إلى انخفاض شعبية فان بورين والديمقراطيين. وقد رشّح حزب اليمين وليام هنري هاريسون للسّباق الرئاسي في عام 1840. فاز هاريسون بمنصب أول رئيس لحزب اليمين. بيد أنه توفي في منصبه بعد شهر وخلفه نائبه جون تايلر. كان تايلر قد ترك حزب الديمقراطيين مؤخراً، وبالتالي لم تتفق معتقداته كثيراً مع معتقدات حزب اليمين. أثناء فترة رئاسته، استخدم تايلر حق النقض ضد العديد من مشاريع قوانين حزبه، الأمر الذي أدّى إلى تخلّي حزبه عنه وإقالته من منصبه. وقد سمح هذا للديمقراطيين باستعادة السلطة في عام 1845.

## رئاسة أبراهام لينكولن (1861 – 1865)

### الحرب الأهلية
أثناء الحرب الأهلية، انقسمت الأحزاب الديمقراطية في الشمال إلى فصيلين: ديمقراطيو الحرب، الذين أيّدوا السياسات العسكرية التي يضعها الرئيس لينكولن؛ وديمقراطيو السلام، الذين عارضوها بشدة. ولم يُسمَح لأي حزب سياسي بالانتشار في الولايات الكونفدرالية الأمريكية، التي كانت زعامتها السياسية، التي كانت يقظة للفوضى السائدة في السياسة الأميركية العدوانية وفي ظل الحاجة المُلحة إلى الوحدة، تنظر إلى الأحزاب السياسية إلى حد كبير باعتبارها معادية للحكومة الجيدة بشكل خاص أثناء فترة الحرب. ونتيجة لذلك، أوقف الحزب الديمقراطي جميع العمليات خلال فترة الكونفدرالية بين عامي (1861-1865).
ازدهرت النزعة الحزبية بعد ذلك في الشمال وعززت بذلك إدارة لينكولن، في حين احتشد الجمهوريون تلقائياً خلفها. بعد الهجوم على فورت سمتر، حشد دوغلاس الدّيمقراطيّين الشّماليّين خلف الكونفدرالية، لكن عندما مات دوغلاس كان الحزب يفتقر إلى شخصية بارزة في قيادة الشمال، وبحلول عام 1862، كان حزب السلام المناهض للحرب يزداد قوة. كان حزب السلام من أشد العناصر المعادية للحرب. وكان الحزب الديمقراطي قد نجح في انتخابات الكونغرس لعام 1862، ولكن في عام 1864، رشح الحزب الجنرال جورج مكليلان (من ديمقراطيي الحرب) على منصة السلام لكنه خسر بشكل مريع، لأن العديد من الديمقراطيين في الحرب كانوا قد رشحوا أبراهام لينكولن من الاتحاد الوطني. وأصبح العديد من الديمقراطيين السابقين من أنصار الجمهوريين، وخاصة الجنود مثل الجنرالات يوليسيس جرانت وجون إيه. لوجان.

## رئاسة يوليسيس إس. جرانت (1869 – 1877)
قاد بطل الحرب يوليسيس إس.جرانت الجمهوريين إلى فوز ساحق في انتخابات عام 1868 و1872.
عندما أدّى الكساد الاقتصادي الكبير الولايات المتحدة إلى أزمة الذعر في عام 1873، حقّق الحزب الديمقراطي مكاسب كبيرة في مختلف أنحاء البلاد، ووضع سيطرته الكاملة على الجنوب وأيضًا على الكونغرس.